# Konstantin Götze
Konstantin Götze (11 december 2000) is een Duitse langebaanschaatser.

## Records

### Persoonlijke records
| Afstand     | Tijd     | Datum            | Baan       |
| ----------- | -------- | ---------------- | ---------- |
| 500 meter   | 37,81    | 11 januari 2025  | Heerenveen |
| 1000 meter  | 1.13,96  | 1 februari 2020  | Erfurt     |
| 1500 meter  | 1.49,41  | 10 oktober 2021  | Inzell     |
| 3000 meter  | 3.50,86  | 26 februari 2022 | Inzell     |
| 5000 meter  | 6.28,41  | 27 oktober 2023  | Inzell     |
| 10000 meter | 13.30,64 | 28 oktober 2023  | Inzell     |

(laatst bijgewerkt: 11 januari 2025)

## Resultaten
| Jaar | EK Allround             | WK Junioren              |
| ---- | ----------------------- | ------------------------ |
| 2020 |                         | 11e (42e, 22e, 40e, 14e) |
| 2021 | NC17 (15e, 17e, 17e, -) |                          |
|      |                         |                          |
| 2023 | NC11 (11e, 13e, 12e, -) |                          |
|      |                         |                          |
| 2025 | DNF (7e, 18e, DNF, -)   |                          |

(#, #, #, #) = afstandspositie op juniorentoernooi (500m, 1500m, 1000m, 5000m) of op allroundtoernooi (500m, 5000m, 1500m, 10000m).
NC17 = niet gekwalificeerd voor de laatste afstand, maar wel als 17e geklasseerd in de eindrangschikking